# Jozef D'Hoore
Jozef D'Hoore (Sint-Michiels, 29 juli 1920 - Oostkamp, 22 juli 1993) was burgemeester van de Belgische gemeente Oostkamp.

## Levensloop
D'Hoore behaalde in 1943 zijn doctoraat in de rechten aan de KU Leuven. Hij was van 1943 tot 1947 ingeschreven als advocaat aan de balie van Brugge.
Hij werd vervolgens zaakvoerder (samen met zijn broer Leon D'Hoore) van het familiale bouwbedrijf.
Jozef D'Hoore was getrouwd met Rita Huyghebaert en ze kregen vijf kinderen.

## Burgemeester
In 1958 werd D'Hoore burgemeester van Oostkamp. Hij was voordien al in een aantal gemeentelijke en intergemeentelijke zaken actief, zoals in de Intercommunale maatschappij voor sociale huisvesting.
In 1977 fuseerde Oostkamp met de omliggende gemeenten Hertsberge, Waardamme en Ruddervoorde. D'Hoore werd opnieuw tot burgemeester benoemd en nam na een jaar afscheid, om te worden opgevolgd door Edward Demuyt.